# Brugde
 Der er for få eller ingen kildehenvisninger i denne artikel, hvilket er et problem. Du kan hjælpe ved at angive troværdige kilder til de påstande, som fremføres i artiklen.

Brugden (Cetorhinus maximus) er verdens næststørste haj og fisk, kun overgået af hvalhajen. Brugden er ganske harmløs for mennesker, da den lever af plankton. Den kan blive helt op til 10 meter lang. Den optager føde ved at åbne sit enorme gab og suge vand ind, hvorefter føden bliver filtreret fra, og vandet ledes ud gennem gællerne. Brugden kan findes i Danmark i de store farvande.
Mange formodede "søslangekadavere" har vist sig at være brugdekadavere, hvor kun snuden og rygsøjlen er intakt.

## Kendetegn
Brugden har som voksen normalt en kropslængde fra 6,70 meter til 8,80 meter og kan maksimalt blive op til 10 meter lang. Dens olieholdige lever udgør omkring 25 procent af dens kropvægt, der gør dens opdrift i vandet muligt. Farvingen er næsten ensfarvet mørkegrå, gråbrun til sort, hvorved ryggen er mørkere end undersiden. Ofte har den på ryggen, på kropssiderne og på hovedets underside lyse og  mørke pletter, også finnerne er farvet mørkegrå, mens ungdyrene er hvide  med en skarp afgrænsning til de overfor mørke områder. Meget sjældent kan der forekomme albinisme.
Brystfinnerne er meget brede. Den har to rygfinner, hvoraf  den første er lidt større end den anden.Foruden dem besidder den også er par mavefinner, en analfinne, som cirka har den samme størrelse som den anden rygfinne, og en halvmåne lignende halefinne. 
Snuden er konisk-spids og langstrakt og rager langt over munden; også over og underkæbens talrige i flere rækker stående enkeltspidsede tænder er små og buede. Øjnene og sprøjteåbningen er lille. Brugdens mest påfaldende kendetegn er, foruden sin størrelse, de fem par store gællespalter.